# فرزند بوته
فرزند بوته (به ژاپنی: 大草原の小さな天使 ブッシュベイビー، به انگلیسی: The Bush Baby) یک مجموعه انیمه ۴۰ قسمتی است که توسط استودیو نیپون انیمیشن ساخته شده‌است. پخش آن از ۱۲ ژانویه ۱۹۹۲ در شبکه فوجی تلویژن آغاز شده و تا ۲۰ دسامبر ۱۹۹۲ ادامه داشته‌است.